# Billy Thomas
Billy Thomas, né le 23 décembre 1975 à Shreveport, en Louisiane, est un ancien joueur américain de basket-ball. Il évolue au poste d'arrière.